# Shepenupet II

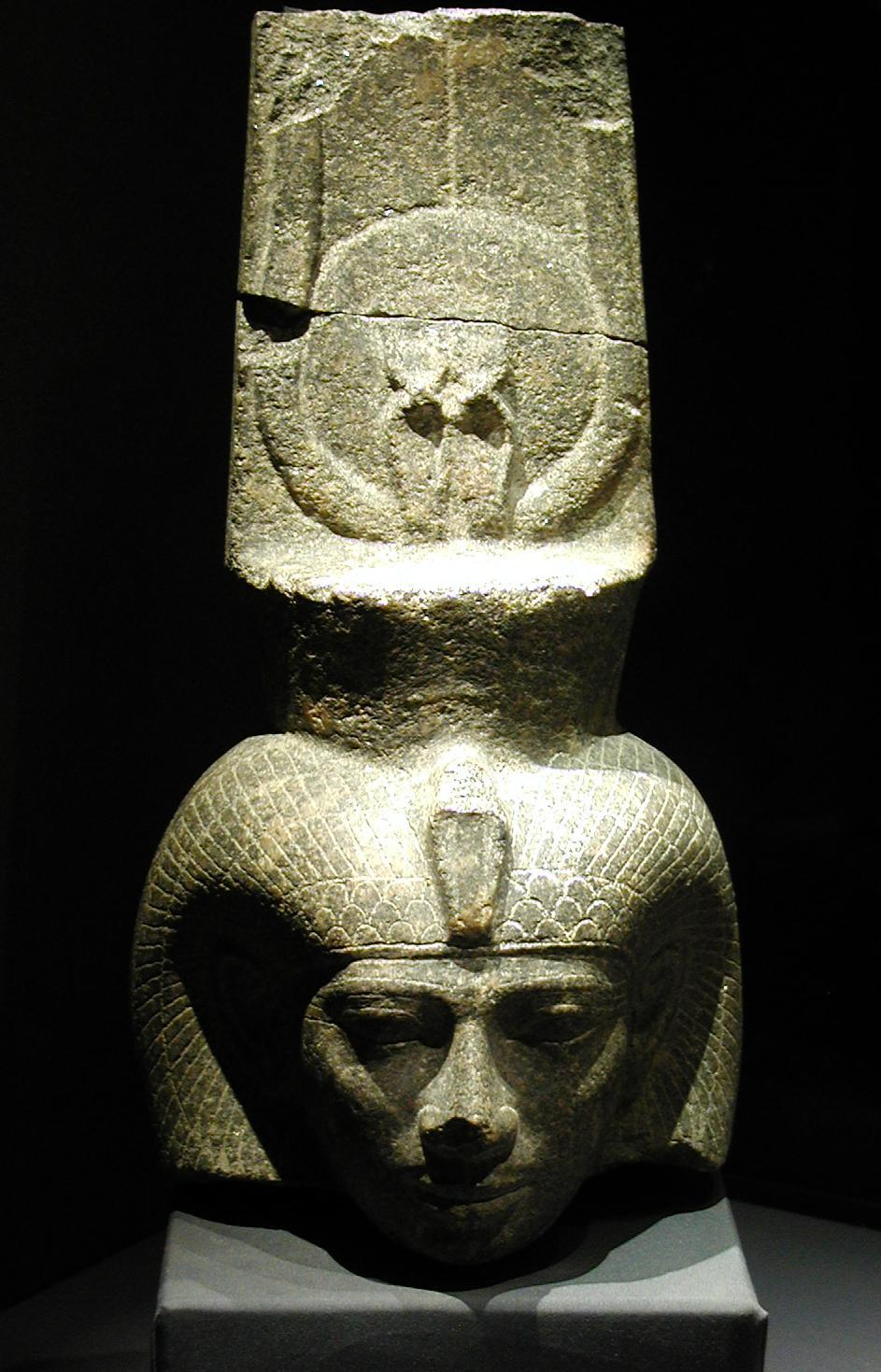
Shepenupet II

Shepenupet II, var en prinsessa och prästinna under Egyptens tjugofemte dynasti. Hon var Amons översteprästinna i Thebe, med titeln Guds Maka till Amon och Gudomlig Avguderska till Amon, cirka 700–650 f.Kr.  Hon efterträdde Amenirdis I, och efterträddes av Nitocris I respektive Amenirdis II. 